# Dacia Spring
A Dacia Spring Electric a Dacia akkumulátoros elektromos crossover kisautója, amelyet 2021 óta gyártanak. Európa egyik legolcsóbb elektromos autója. A Dacia Spring Electric sorozatgyártású változata 2021 márciusa óta kapható. 2022 vége óta a Dacia új logójával gyártják.

## Bemutatás

### Koncepcióautó
A Dacia Spring Electric concept modell a Spring Electric alapjaként szolgál. 2020 márciusában mutatták be. A 2020-as Genfi Autószalonon kellett volna bemutatni, amit a COVID-19 világjárvány miatt töröltek, így a bemutatót online formában tartották meg.
A Spring Electric concept szürke karosszériával rendelkezik neonnarancssárga díszítéssel a kerekeken, az ajtókilincseken, a tükrökön és a hűtőrácson.

### Sorozatgyártású változat
A Dacia Spring Electricet a Renault EWAYS konferencián mutatkozott be 2020. március 15-én, és 2021 eleje óta kapható. A szállítások cégeknek 2021 elején, magánszemélyeknek 2021 őszén kezdődtek.

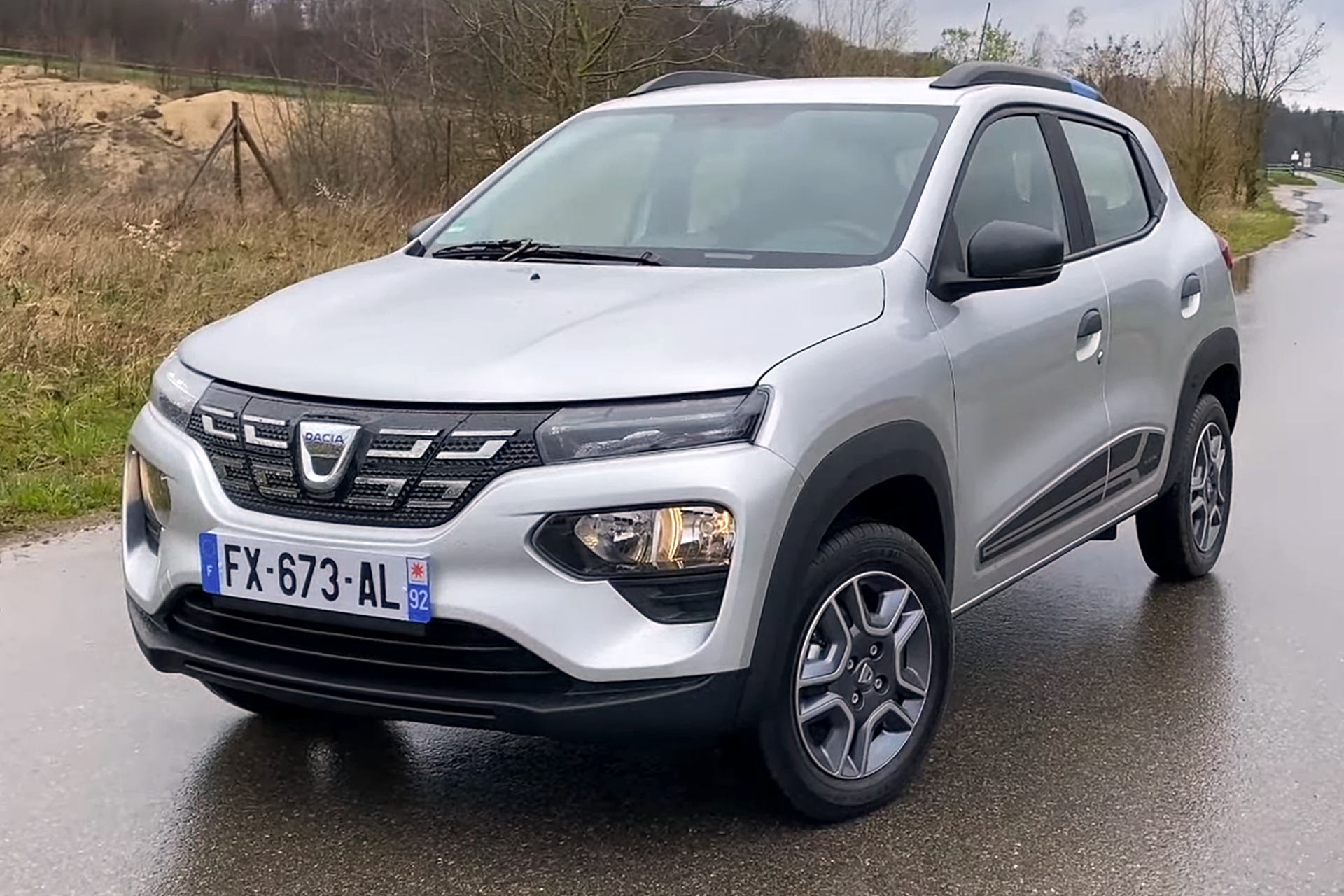
Elölnézetből (2021–2024)
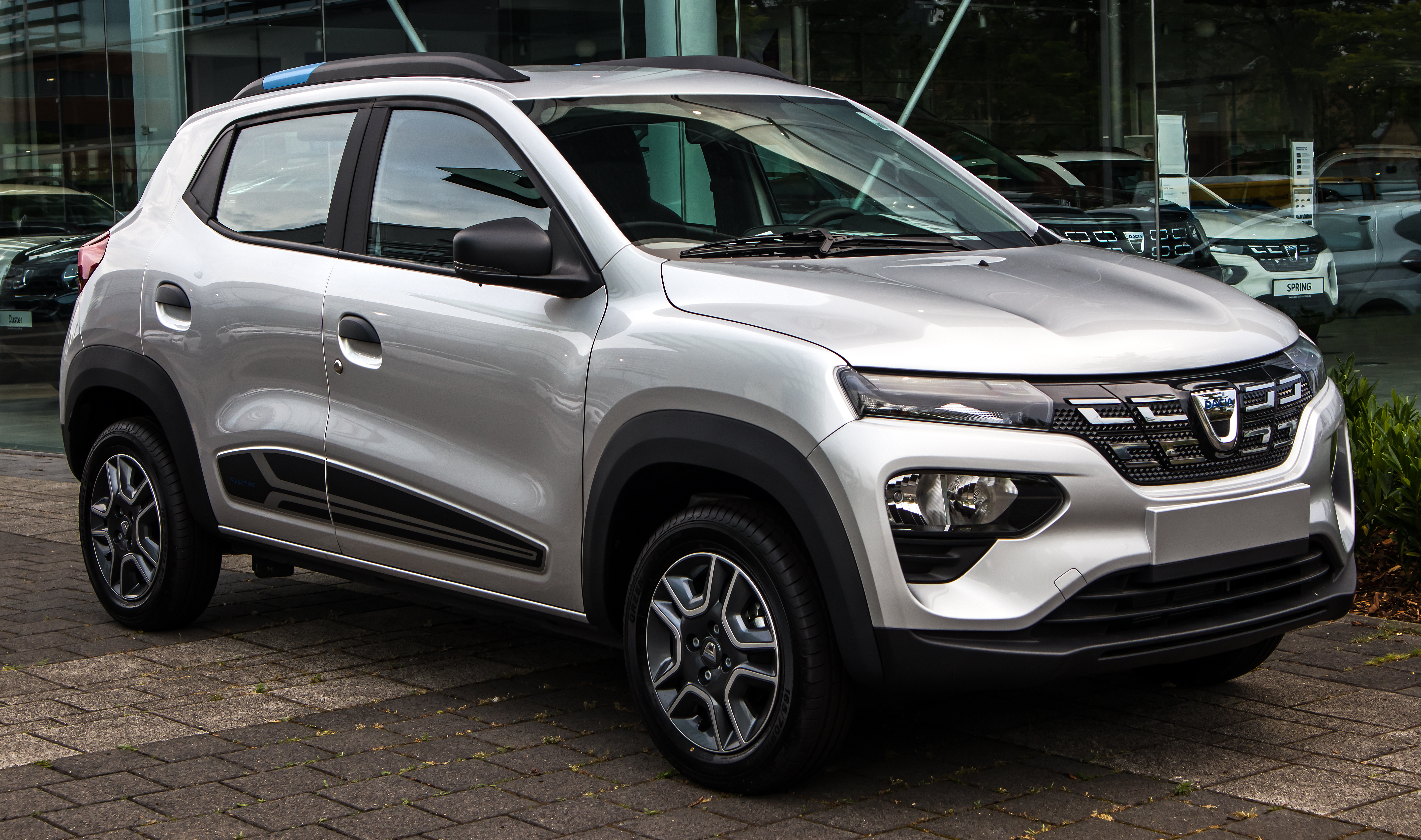
Elölnézetből (2021–2024)
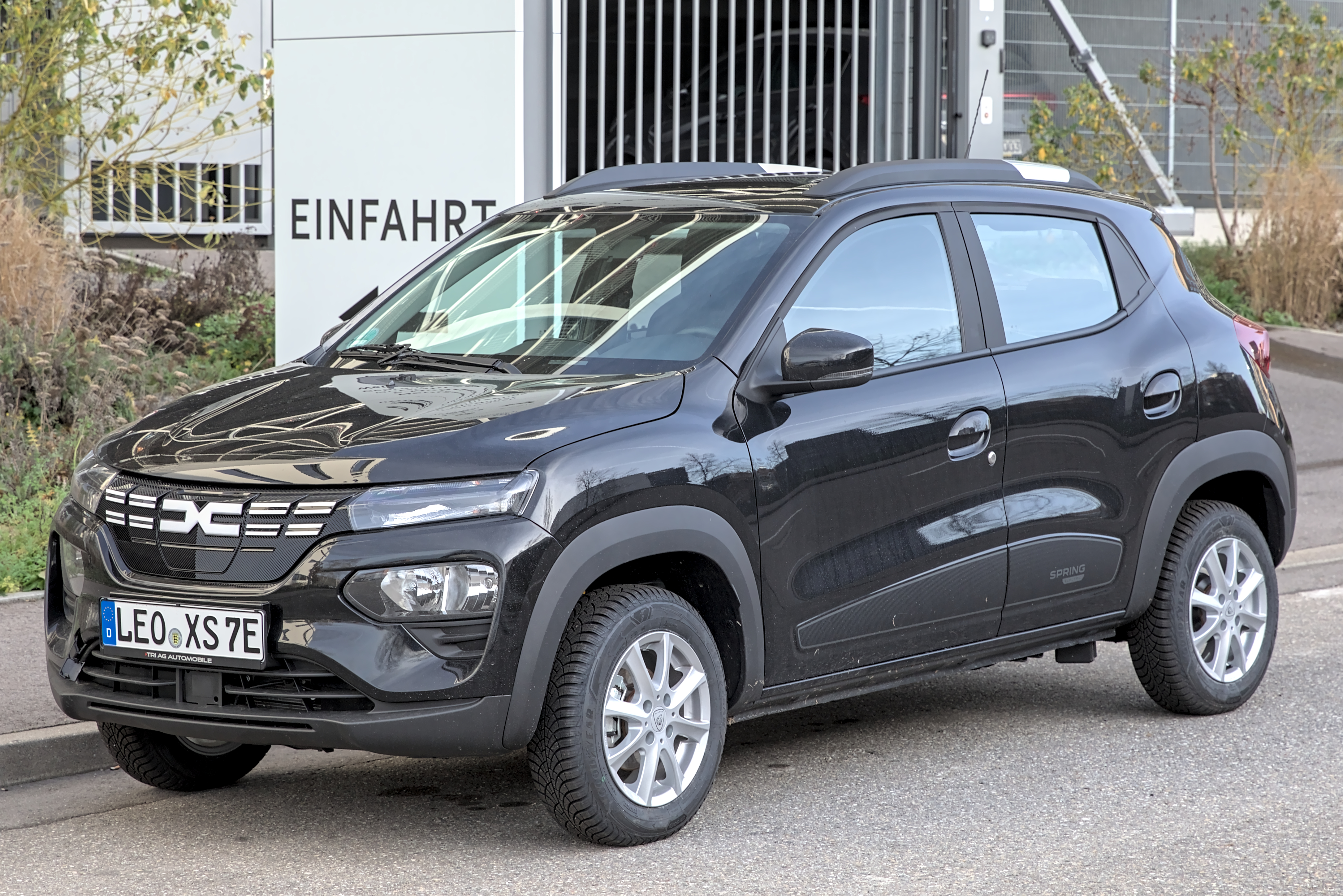
Elölnézetből (2021–2024)
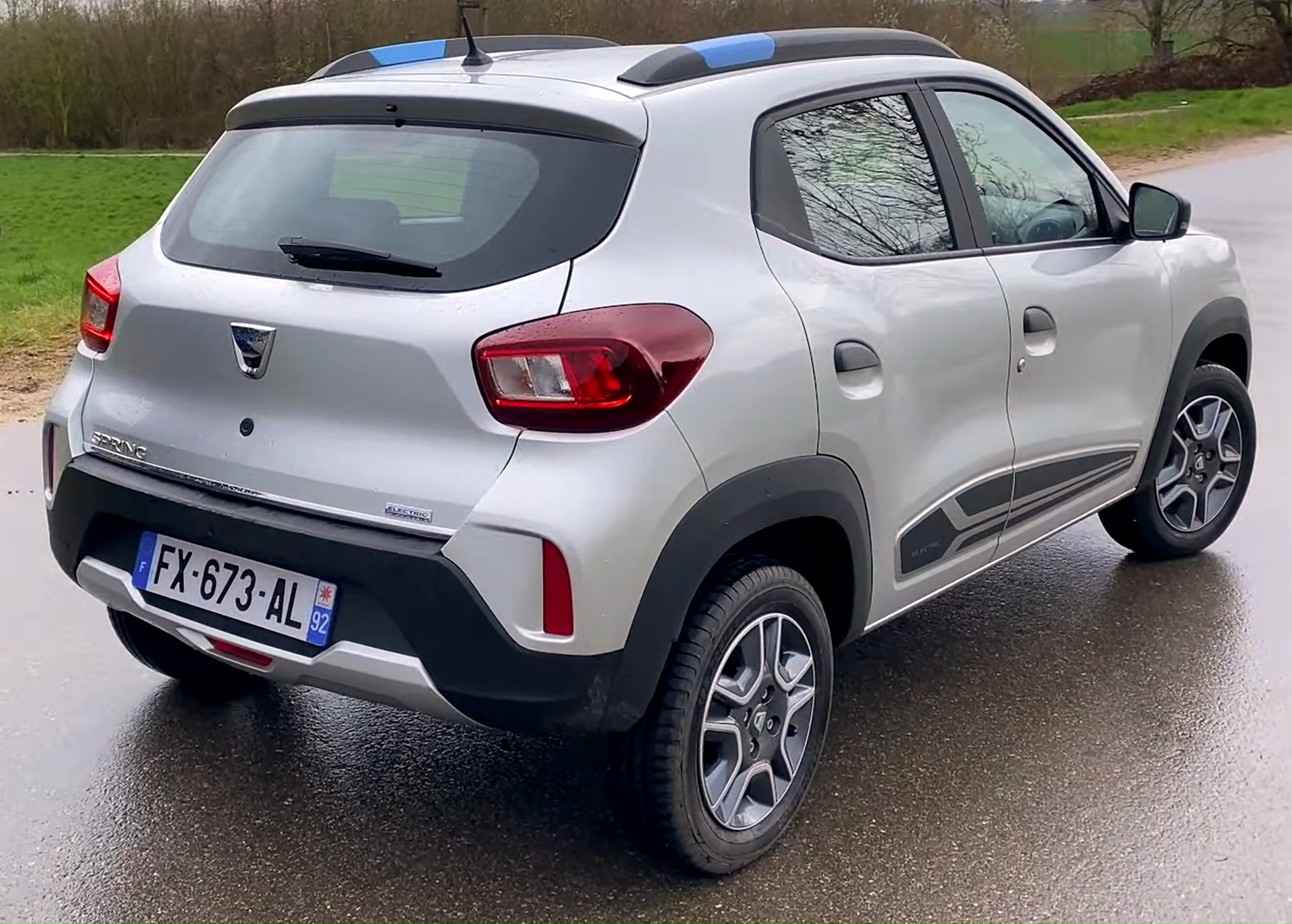
Hátulnézetből (2021–2024)
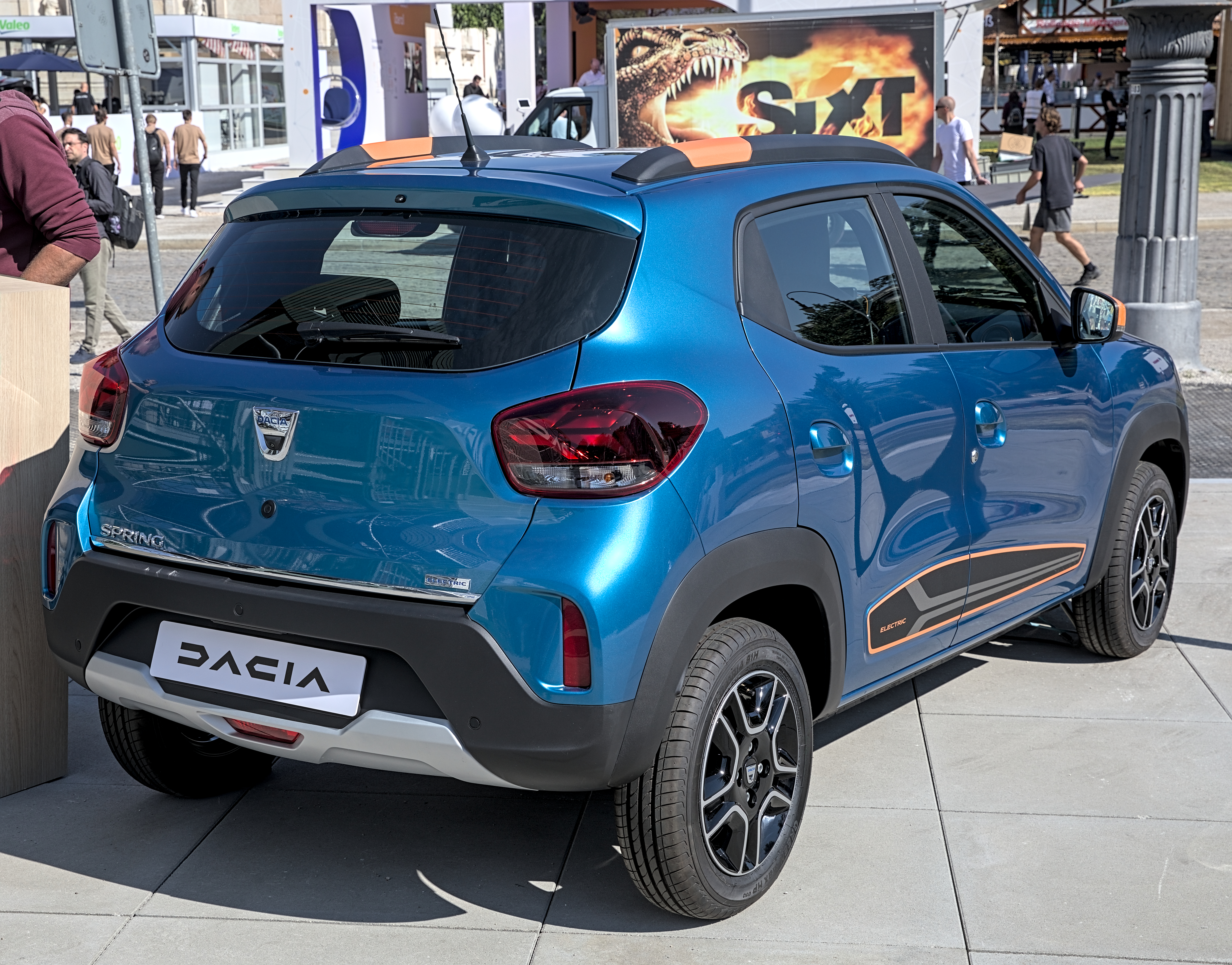
Hátultnézetből (2021–2024)
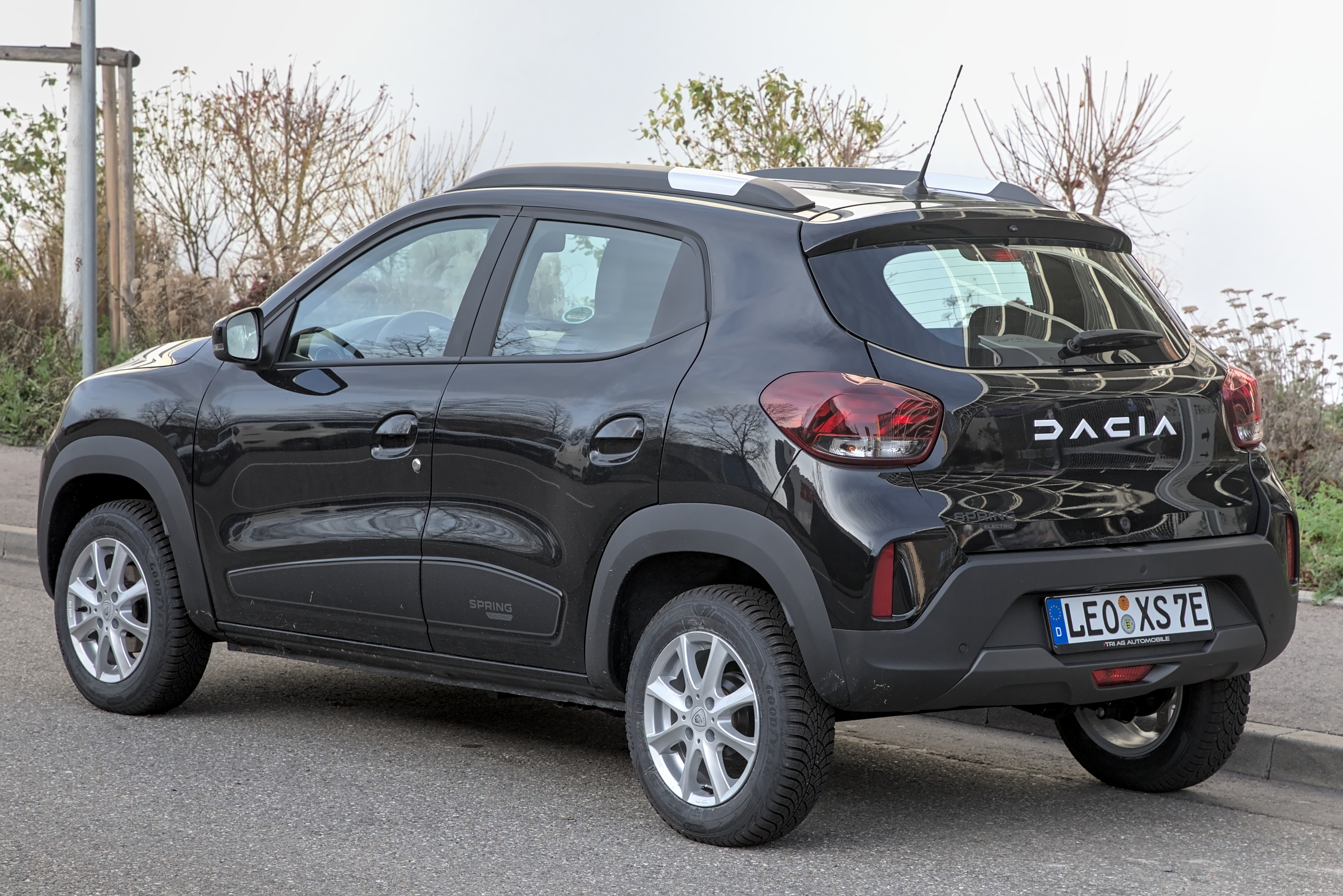
Hátulnézetből (2021–2024)
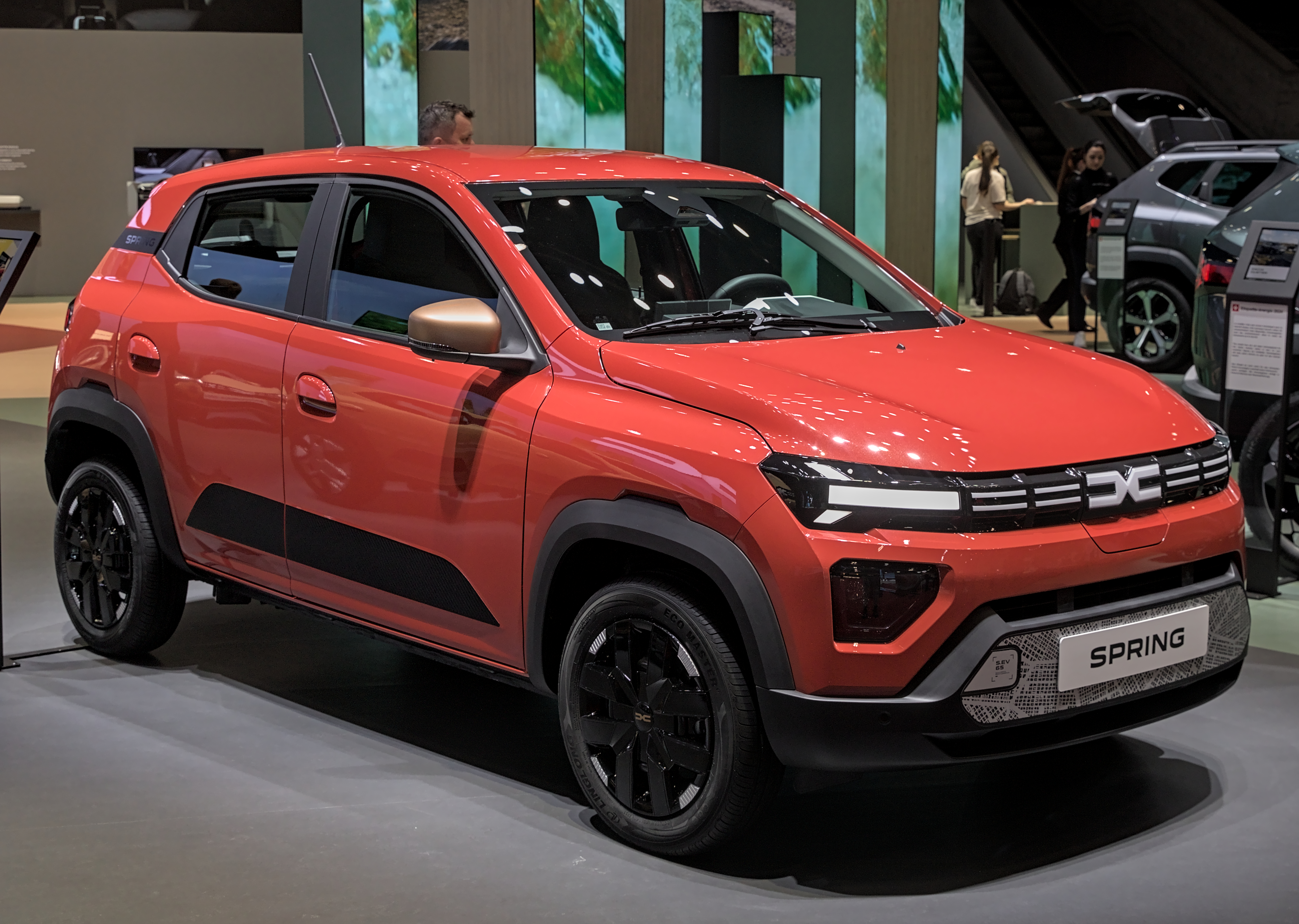
Elölnézetből (2024-től)
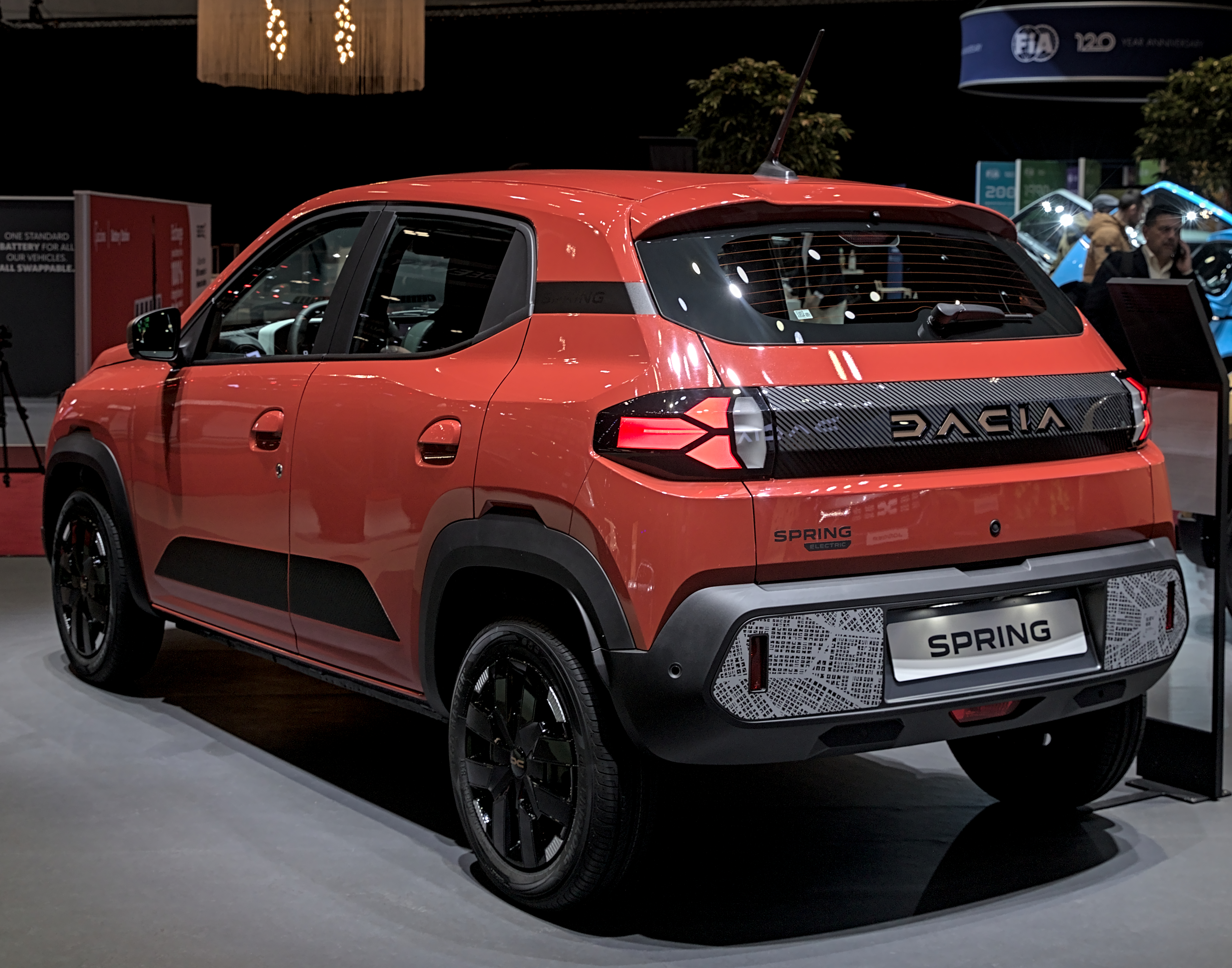
Hátulnézetből (2024-től)
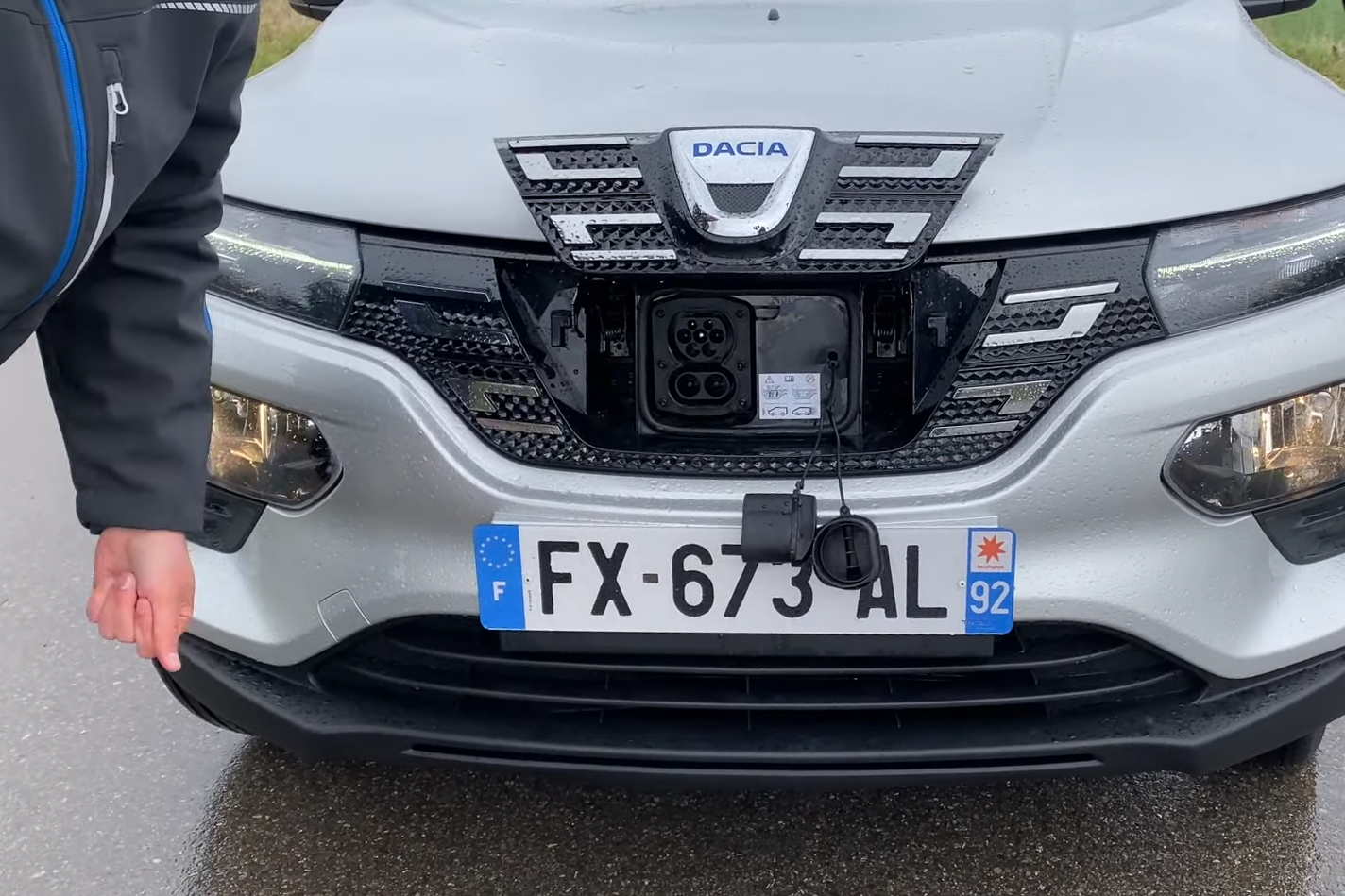
A Dacia Spring töltőcsatlakozója
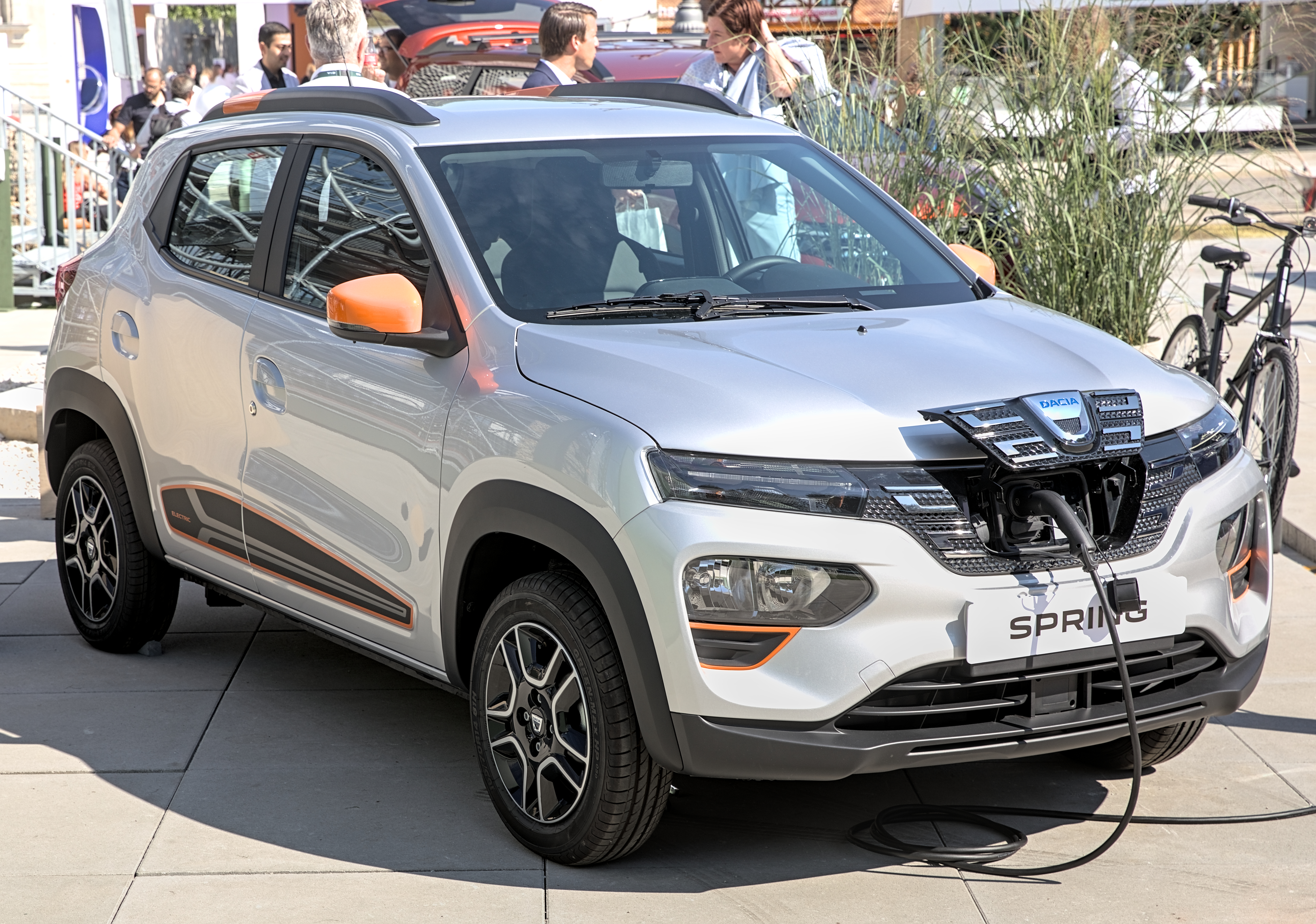
Egy Dacia Spring töltés közben
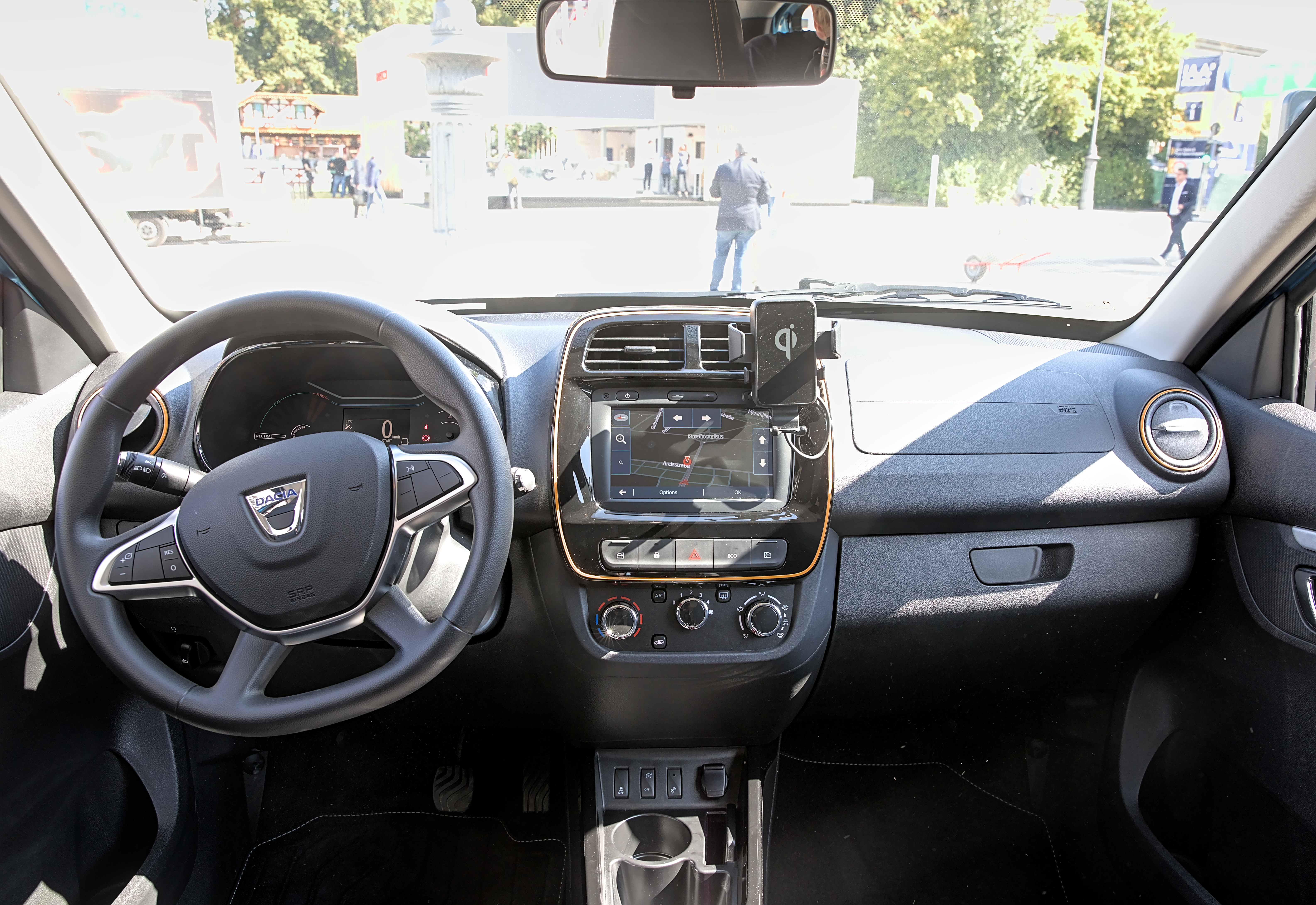
A Dacia Spring belső tere (2021–2024)
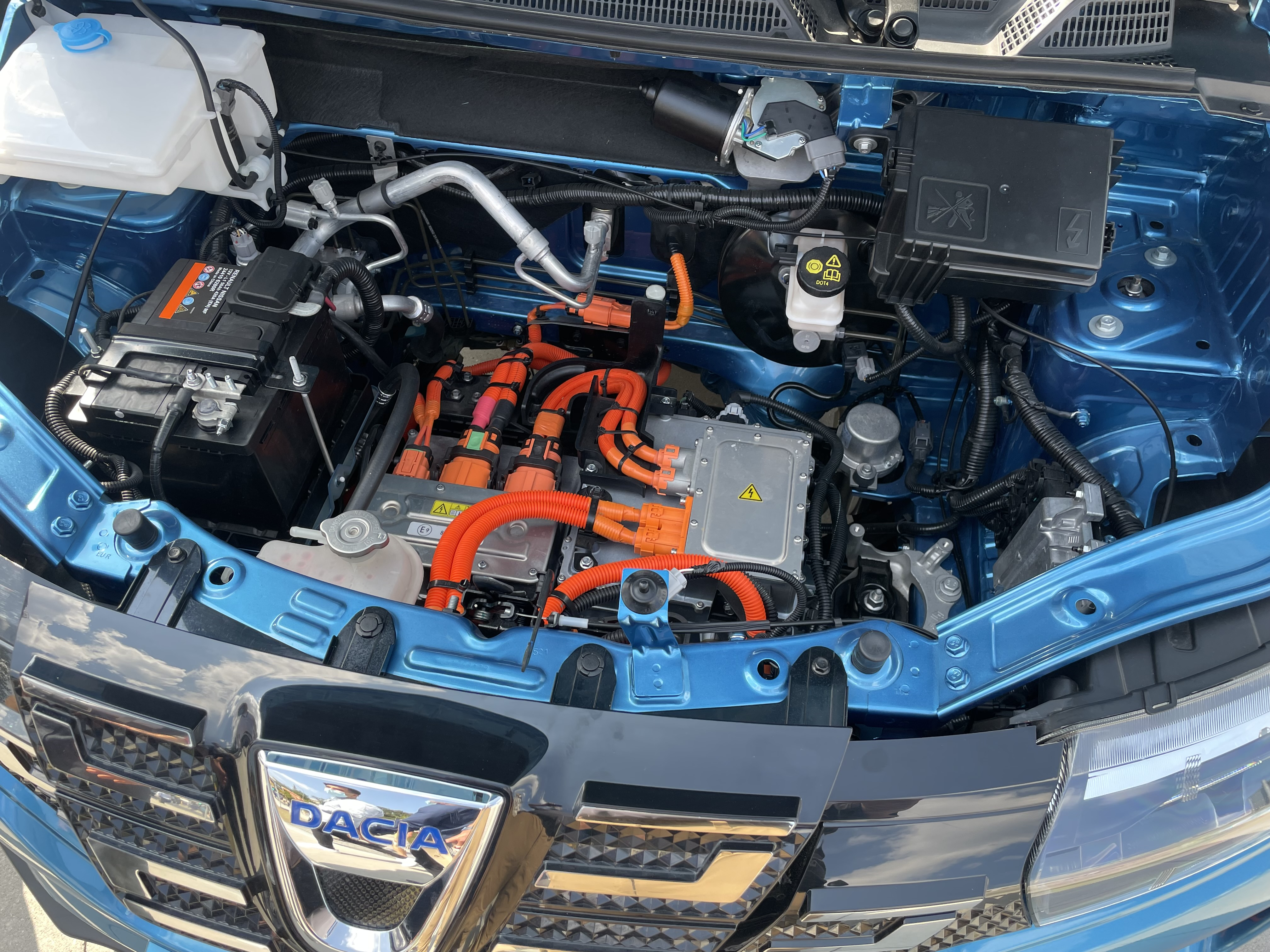
Motortér

## Jellemzők
A Dacia Spring Electric nagyjából megegyezik a Renault City K-ZE-vel és a Dongfeng különféle modelljeivel. 2019 óta gyártják őket, és a CMF-A platformon alapulnak, amelyet az Indiában és Brazíliában gyártott Renault Kwid és Datsun redi-GO autóknál is használnak. A töltési idő 30 kilowattos egyenáramú terminálról 1 óra, 7,4 kilowattos faliszekrényről 5 óra, 3,7 kilowattos wallboxról 8,5 óra, míg 2,3 kilowattos háztartási konnektorról 14 óra. Az elektromos hajtásra a Dacia 3 évig, de maximum 100 000 kilométer futásteljesítményig nyújt garanciát, az akkumulátorra pedig 8 évig, de maximum 120 000 kilométer futásteljesítményig ad garanciát.
A csomagtartó űrtartalma 300 liter, lehajtott háttámlákkal pedig 600 liter. A fordulókör mindössze 9,6 méteres.
Az európai biztonsági előírásoknak megfelelően a Dacia Spring Electricet újratervezték, megerősített karosszériával, hat légzsákkal és segédrendszerrel rendelkezik.

### Berendezés
Az automata fényszórók és az első radarral működő automatikus vészfékezőrendszer az alapfelszereltség része; továbbá a sebességhatároló, a központi zár és az elektromos ablakemelők. Opcionálisan kérhető manuális klímaberendezés, amely egy alkalmazáson keresztül indítható, multimédiás rendszer hét hüvelykes érintőképernyővel, tolatókamera (egyébként akusztikus hátsó parkolássegítő), elektromosan állítható külső tükrök és teljes pótkerék. Ez a legmagasabb felszereltségi sorozat, a Comfort Plus benne.

## Verziók
2021-ben az autómegosztó szolgáltatások és a kézbesítési szolgáltatások verziói is megjelentek.

## Műszaki adatok
|                                                                                | Electric 45                                           | Electric 65                      |
| ------------------------------------------------------------------------------ | ----------------------------------------------------- | -------------------------------- |
| A motor típusa                                                                 | Állandó mágneses szinkron motor                       | Állandó mágneses szinkron motor  |
| Teljesítmény                                                                   | 33 kW 3000-8200 fordulat/percnél Eco üzemmódban 23 kW | 48 kW 4060-6000 fordulat/percnél |
| Nyomaték                                                                       | 125 Nm 500-2500 fordulat/percnél                      | 113 Nm 500-4060 fordulat/percnél |
| Saját tömeg                                                                    | 1045 kg                                               | 1050 kg                          |
| Maximális sebesség                                                             | 125 km/h                                              | 125 km/h                         |
| Gyorsulás, 0-50 km/h                                                           | 5,8 mp                                                | 3,9 mp                           |
| Gyorsulás, 0-100 km/h                                                          | 19,1 mp                                               | 13,7 mp                          |
| Az akkumulátor kapacitása (használható/bruttó)                                 | 26,8/27,4 kWh                                         | 26,8/27,4 kWh                    |
| Töltési idő DC 125A terminálról                                                | 0 óra 56 perc ~ (0-80 %)                              | 0 óra 56 perc ~ (0-80 %)         |
| Töltési idő fali 7,4 kW-os töltődobozról (egyfázisú 32A)                       | 4 óra 51 perc ~ (0-100 %)                             | 4 óra 51 perc ~ (0-100 %)        |
| Töltési idő 3,7 kW-os Green Up konnektorról vagy fali dobozról (egyfázisú 16A) | 8 óra 28 perc~ (0-100 %)                              | 8 óra 28 perc~ (0-100 %)         |
| Töltési idő 2,3 kW-os háztartási konnektorról (egyfázisú 10A)                  | 13 óra 32 perc ~ (0-100 %)                            | 13 óra 32 perc ~ (0-100 %)       |
| Energiafogyasztás a WLTP szerint 100 km-en, kombinált                          | 13,9 kWh/100kmv                                       | 14,5 kWh/100km                   |
| Hatótávolság kombinálva a WLTP szerint                                         | 230 km                                                | 220 km                           |
| Hatótávolság a WLTP városi ciklusában                                          | 305 km                                                | 305 km                           |

## Fordítás
- Ez a szócikk részben vagy egészben  a   Dacia Spring című német Wikipédia-szócikk ezen változatának fordításán alapul.  Az eredeti cikk szerkesztőit annak laptörténete sorolja fel. Ez a jelzés csupán a megfogalmazás eredetét és a szerzői jogokat jelzi, nem szolgál a cikkben szereplő információk forrásmegjelöléseként.